# Djebe (Lomié)
Pour les articles homonymes, voir Djebe.
Djebe (ou Djiebe) est une localité du Cameroun située dans la région de l'Est et le département du Haut-Nyong. Elle fait partie de l'arrondissement (commune) de Lomié.

## Population
En 1964-1965 on y a dénombré 116 habitants, principalement des Dzimou, également 29 pygmées Baka.
Lors du recensement de 2005, la localité comptait 281 habitants.